# Thierry Ragobert
 (août 2020).
Thierry Ragobert est un réalisateur français. Il est notamment connu pour les longs métrages cinéma La Planète blanche – documentaire animalier sur l'arctique – et Amazonia – une fiction animalière en 3D relief. Il a monté et réalisé de nombreux documentaires pour la télévision, notamment une trilogie archéologique sur Alexandrie et la série La Bible dévoilée. Ses films ont été récompensés par de nombreux prix internationaux.

## Biographie
Thierry Ragobert a fait des études d'histoire et de cinéma. Il a débuté en 1978 comme monteur pour la télévision française. Entre 1982 et 1994, Il collabore avec le Commandant Cousteau sur Mission Calypso, Mission Caraïbes, Mission Amazonia, À la redécouverte du monde (3 Emmy Awards). 
À partir de 1995, il réalise des films documentaires récompensés par de nombreux prix internationaux : La trilogie archéologique sur Alexandrie, L'énigme des Nascas, Les derniers jours de Zeugma, La piste d'Abel et La mémoire perdue de l'île de Pâques.
En 2005, il réalise la série La Bible dévoilée écrit par Isy Morgensztern et adaptée de l'ouvrage éponyme de Israël Finkelstein et Neil Asher Silberman.   
On lui doit aussi des documentaires animaliers tel que Le mystère des criquets.  
En 2006, il coréalise avec Thierry Piantanida, La Planète Blanche, long métrage cinéma sur la faune arctique. En parallèle d'une activité de scénariste et de chef-monteur sur de nombreux films documentaires, il écrit et réalise  : Les voyageurs de l'espace sur l'aventure spatiale de la station Mir, Tara, voyage au cœur de la machine climatique, Les esclaves oubliés de l'île Tromelin, Tara Océans, Le mystère des centenaires.
En 2013, il réalise Amazonia, un long métrage animalier en 3D relief. Film de clôture à la 70e Mostra de Venise - Sélection au Toronto International Film Festival - Festival do Rio - Abu Dhabi Film Festival - New York children's film festival 2014. 
En 2015, il collabore avec Jacques Perrin et Jacques Cluzaud (Galatée Films) comme chef monteur pour le film Entre Ciel et Mer et la série Le Peuple de la forêt.
Autres réalisations concernant l'Histoire et l'archéologie : L'Arche de l'Alliance; Les origines de la Bible (ARTE) - Les Bombes perdues de la guerre froide (FranceTV) ainsi que de nombreux films concernant la nature : La série : Les secrets des fleurs sauvages initiée avec Yves Paccalet - Des près et des champs, La conquête de la ville. Dans la collection Europa Natura pour ARTE, ll réalise le film : Quand passent les oiseaux. Puis il initie la série La Méditerranée révélée avec Emmanuel Roblin - Le miracle de Port-Cros, Les secrets du détroit de Messine et Le jour des baleines.

## Filmographie
- 1996 : Le phare d'Alexandrie, la septième merveille du monde - Ce film a rapporté de nombreux prix internationaux[1]
- 1997 : Alexandrie, la magnifique, 52 minutes. Texte de Michel Abescat
- 1998 : Les origines de l'homme : la piste d'Abel, 52 minutes.
- 1999 : Les Amoureux du pôle, 52 minutes.
- 1999 : L'énigme des Nascas, 50 minutes, texte de Michel Abescat dit par Bernard Giraudeau
- 2000 : À la recherche de Saint-Exupéry, 52 minutes.
- 2000 : Les Derniers Jours de Zeugma, 52 minutes (production Arte France, Musée du Louvre, BBC, CNRS Images-Média) - Ce film a été couronné de nombreux prix[2],
- 2000 : Les Destins d'Alexandrie, 52 minutes.
- 2001 : La Mémoire perdue de l'Île de Pâques, 52 minutes
- 2002 : Les Mystères d'Alexandrie, 90 minutes.
- 2005 : La Bible dévoilée, film en 4 épisodes de 52 minutes, coécrit avec Isy Morgensztern, avec la participation de Israël Finkelstein et de Neil Asher Silberman.
- 2006 : La Planète blanche, co-réalisé avec Thierry Piantanida, texte dit par Jean-Louis Étienne,  musique de Bruno Coulais.
- 2007 : Le Mystère des criquets, écrit par P.Fraudeau musique de Frédéric Weber.
- 2008 : Tara, voyage au cœur de la machine climatique, 1 h 30, coréalisé avec E.Roblin, texte dit par Lambert Wilson  musique de Frédéric Weber.
- 2009 : Les esclaves oubliés de l'île Tromelin  coréalisé avec Emmanuel Roblin
- 2010 : Tara Océans -   Co-scénariste et chef monteur avec Michael Pitiot
- 2011 : Le mystère des centenaires - Chef monteur et co-scénariste avec Emmanuel Roblin
- 2013 : Amazonia, 3D relief. Scénario de J.Bernard, LP. Desanges, L. Marescot, S.Millière et T.Ragobert. Musique de Bruno Coulais.
- 2015 : Entre Ciel et Mer de J.Perrin - Galatée Films - Chef monteur
- 2016 : Série Le Peuple de la forêt - de Jacques Cluzaud (3 X 52') - Chef monteur
- 2017 : Les bombes perdues de la guerre froide (2 X 52') Co-réalisé avec Thierry Piantanida - France5, Cinétévé
- 2018 : Auteur Série : Les secrets des fleurs sauvages (6 x 52') - ARTE Produit par Les films d'ici (Laura Briand) - co auteur Yves Paccalet - Réalisateur : Des près et des champs - La conquête des villes
- 2019 : L'Arche de l'Alliance : Les origines de la Bible (90' et 52') ARTE France - GEDEON Programmes - CINEPHIL - KAN (Israël TV) - CNRS Images avec la participation de Israël Finkelstein et de Thomas Römer. Premier Prix spécial du jury 2021 Festival du film d'archéologie de Nyons. Best historical documentary RushDoc Film Festival For Documentaries (USA)
- 2020 : Natura Europa : Quand passent les oiseaux (52') ARTE France - Les films d'ici (Laura Briand) - Grand Prix du Festival de l'oiseau et de la Nature 2022 - Prix Paysages FIFO de Menigoute 2022
- 2022 : La Méditerranée révélée : Le miracle de Port-Cros - Le jour des baleines - Au coeur du détroit de Messine - ARTE - FranceTv